# Soustons
Soustons (gaskonsko Soston) je naselje in občina v jugozahodnem francoskem departmaju Landes regije Akvitanije. Leta 2010 je naselje imelo 7.294 prebivalcev.

## Geografija
Kraj leži v pokrajini Gaskonji 27 km severozahodno od Daxa.

## Uprava
Soustons je sedež istoimenskega kantona, v katerega so poleg njegove vključene še občine Angresse, Azur, Magescq, Messanges, Moliets-et-Maa, Saint-Geours-de-Maremne, Seignosse, Soorts-Hossegor, Tosse in Vieux-Boucau-les-Bains s 25.903 prebivalci (v letu 2009).
Kanton Soustons je sestavni del okrožja Dax.

## Zanimivosti
- cerkev sv. Petra, vmesna postaja primorske variante romarske poti v Santiago de Compostelo, tim. Voie de Soulac,
- oddajnik navigacije dolgega dosega LORAN-C,
- jezera Étang de Soustons, Étang de Hardy, Étang Blanc,
- muzej tradicije in starga orodja, Musée de la Pandelle.

## Pobratena mesta
- Huningue (Haut-Rhin, Alzacija);